# 君健男
君 健男（きみ たけお、1911年〈明治44年〉12月22日 - 1989年〈平成元年〉4月20日）は日本の医師、官僚、政治家。参議院議員（1期）、新潟県知事（公選第9・10・11・12代）。医学博士。

## 来歴・人物
1911年（明治44年）12月22日、君修一郎の長男として新潟市に出生。新潟県立新潟中学校を経て官立新潟高等学校を卒業。1936年（昭和11年）3月、官立新潟医科大学（現・新潟大学医学部）を卒業。同年11月、応召。
1940年（昭和15年）、栃尾町の栃尾郷立診療所組合（現・新潟県厚生農業協同組合連合会栃尾郷病院）内科部長に就任。東京の日本光学病院内科主任を経て、再度応召。
1947年（昭和22年）、新潟県庁に入庁し、1949年（昭和24年）に新潟県予防課長、1955年（昭和30年）に新潟県公衆衛生課長、1958年（昭和33年）に新潟県衛生部長を経て、1962年（昭和37年）に新潟県総務部長となる。
1965年（昭和40年）7月21日から新潟県副知事となり、1972年（昭和47年）11月17日に7年間務めた新潟県副知事を辞任。12月17日の第8回参議院議員通常選挙（1968年（昭和43年））の補欠選挙に新潟県選挙区から自由民主党公認で立候補し当選（1期）。田中派に所属。1974年（昭和49年）、同年4月21日執行の新潟県知事選挙に立候補したため、告示日の3月27日付で公職選挙法の規定により参議院議員を退職（自動失職）した。県知事選では松沢俊昭（日本社会党）、浦沢与三郎（日本共産党）を破って当選。5月1日に第49代新潟県知事（公選制で5人目）に就任した。
1978年（昭和53年）4月23日、任期満了に伴う県知事選挙で稲村稔夫を破り再選。1982年（昭和57年）4月25日、任期満了に伴う県知事選挙で坂上富男を破り3選。1985年（昭和60年）6月、新潟県庁舎が移転。1986年（昭和61年）4月20日、任期満了に伴う県知事選挙で諸里正典、今井敬弥、真貝秀二を破り4選。
1989年（平成元年）3月18日、新潟県立がんセンター新潟病院に入院。2日後の3月20日に医師からがんであることを告知される。4月8日、副知事であった金子清に辞意を伝え、事実上後継として金子を指名する。4月13日、入院先に金子を呼び正式に辞意を伝える。4月18日には田中角栄と自民党所属の国会議員計13人に、癌を告白する親書を送る。4月19日、臨時県議会が開かれ君は知事を辞職。君に対し感謝決議が採択される。
辞職の翌4月20日11時4分胃がんのため、死去した。77歳没。同年5月16日、特旨を以て位七級を追陞され、死没日をもって正七位勲六等から従三位勲一等に叙され、瑞宝章を追贈された。同年7月2日に県民葬が執り行われた。
君の後任選出となる新潟県知事選挙は同年6月4日に執行され、君の事実上後継となった金子が元参議院議員の志苫裕らとの激戦を制し当選している。

## 君県政
- 上越新幹線、関越自動車道、北陸自動車道といった高速交通網の整備やテレビ新潟、新潟テレビ21の開局に尽力した。

## エピソード
趣味はヴァイオリンで、夫人の芳子はピアニスト。1980年4月22日に新潟県民会館前で開催された新潟県警察音楽隊の第1回プロムナードコンサートで『アルルの女』を演奏する音楽隊の指揮者を務めたこともあった。